# Léopold Jouguet
Léopold Emile Abel Jouguet (* 21. September 1883 in La Ferté-sous-Jouarre; † 22. September 1953 in Puteaux) war ein französischer Autorennfahrer.

## Karriere im Motorsport
Léopold Jouguet war in seiner Karriere zweimal beim 24-Stunden-Rennen von Le Mans am Start. Beim Debütrennen 1923 erreichte er mit seinem Landsmann Pierre Maillon den 27. Rang in der Gesamtwertung. Ein Jahr später wurde er Gesamtachter.

## Statistik

### Le-Mans-Ergebnisse
| Jahr | Team                            | Fahrzeug    | Teamkollege    | Platzierung |
| ---- | ------------------------------- | ----------- | -------------- | ----------- |
| 1923 | Automobiles Brasier             | Brasier TB4 | Pierre Maillon | Rang 27     |
| 1924 | Société des Automobiles Brasier | Brasier TB4 | René Migeot    | Rang 8      |